# Hiroshi Yamamoto (Bogenschütze)
Hiroshi Yamamoto (jap. 山本 博, Yamamoto Hiroshi; * 31. Oktober 1962 in Yokohama, Präfektur Kanagawa) ist ein japanischer Bogenschütze.
Yamamoto nahm an fünf Olympischen Spielen teil und erreichte zweimal einen Medaillenrang. Von 1984 bis 2004 war er, mit Ausnahme der Spiele 2000, im Einzel vertreten und war dreimal mit der Mannschaft am Start. Bei den Olympischen Spielen 1984 gewann er Bronze im Einzel. 20 Jahre später gewann er bei den  Spielen in Athen Silber im Einzel. Darüber hinaus gewann er bei den Asienspielen 1982 sowie 2002 in Busan Einzel-Gold. 2009 gewann er mit Bronze im Mannschaftswettbewerb seine einzige WM-Medaille.